# دش میهوک
دش میهوک (به انگلیسی: Dash Mihok) (زاده ۲۴ می ۱۹۷۴) بازیگر آمریکایی است.
از فیلم‌های معروف او می‌توان به بازی در فیلم تجاوز، کانی و کارلا، سکس و مرگ ۱۰۱، هزینه یاب، دختری که بوسیدن را اختراع کرد، دهم و گرگ، آبی تیره، فورت بلیس، سگ آتش‌نشانی و کاملاً طوفانی اشاره کرد.